# 황수신
황수신(黃守身, 1407년 ∼ 1467년)은 조선시대 전기의 문신, 정치인으로 자는 수효(秀孝) 또는 계효(季孝)이고 호 나부(懦夫)·췌부(侁夫), 시호는 열성(烈成). 재상 황희의 아들이며 판서 황치신의 아우이다. 계유정난을 지지하여 좌익공신에 녹선되었고 세조의 명을 받아《법화경》《묘법연화경》의 언해를 주관하였고,《대방광원각수다라요의경》의 찬진을 감독하였다. 본관은 장수이다.
우의정·좌의정을 거쳐 영의정에 올라 2대에 걸쳐 영의정이 되었으며, 남원부원군에 봉군되었다. 과거 시험을 거치지 않고도 정승을 지낸 몇 안되는 인물이기도 하다.

## 생애

### 생애 초반
황균비(黃均庇)의 증손으로, 할아버지는 강릉대도호부사 황군서(黃君瑞)이고, 아버지는 세종조의 명상 영의정부사 황희이며, 어머니는 양진(楊震)의 딸이다.
황희는 아들 황수신에게 기방 출입을 끊으라고 여러 차례 엄히 꾸짖었으나 아들은 말을 듣지 않았다. 그러자 어느 날 아들이 밖에서 돌아오자 황 정승은 관복(冠服) 차림으로 차려입고 문까지 나와 마치 큰 손님 맞이하듯 했다. 아들이 놀라 엎드리며 그 까닭을 묻자 황 정승은 말합니다. "그동안 나는 너를 아들로 대했는데 도대체 내 말을 듣지 않으니 이는 네가 나를 아비로 여기지 않는 것이다. 그래서 너를 손님 맞는 예로 대하는 것이다." 뉘우친 아들은 크게 반성하며 기방 출입을 끊기로 맹세하였다.

### 관료 생활
1423년(세종 5) 사마시에 응시했다가 낙방했는데, 이때 시관(試官) 중 한사람으로부터 학문이 부진하다고 지적을 당하자, 이를 모욕적으로 여기고 발분해 학문에 진력하였다. 이후 다시는 과거에 응시하지 않았다. 그 뒤 음서 제도로 관직에 나가 종묘부승(宗廟副丞)·종부시직장·사헌부감찰과 사헌부지평·장령·도관서령(䆃官署令) 등을 역임하였다. 1429년 7월 지평·호조정랑 등을 거쳐 사재감부정을 지냈다. 그리고 1432년 경기도관찰사 권제의 요청에 의해 경력(經歷)을 역임하였다. 장령 재직시에는 도성 내에서 인간의 화복을 마음대로 할 수 있다고 하면서 인심을 현혹시키는 무당을 요사하다며 성 밖으로 방출하였다.
1440년 사섬시윤을 거쳐, 그 해 전라도경차관이 되어 함길도 5진(五鎭)을 충실히 하기 위해 충청도·전라도·경상도의 민호를 사민(徙民)하는 일에 관여하였다. 그 뒤 내직으로 돌아와 지사간원사를 지냈다. 지형조사로 자리를 옮겨서는 수년간에 걸쳐 결단하기 어려운 옥송을 처결하였다. 1441년 첨지중추원사, 1442년 겸지병조사, 1443년 우부승지에 올랐다. 또한 좌부승지·좌승지를 거쳐, 1446년에는 국초 이래로 문과출신이 아니면 제수되지 못한 도승지에 발탁되었다.
1447년(세종 29) 도승지로 있을 때 파당(派黨)을 만든다는 무고를 받아 한때 삭직되었다가 복직했다. 그러나 자신과 친분관계가 있는 임원준을 의서찬집관(醫書撰集官)으로 부정 발탁한 것이 적발되면서 고신(告身)을 박탈당하였다. 그 뒤 1448년 직첩을 환급받고, 1450년(문종 즉위년) 5월 첨지중추원사로 복직되었다. 이후 동지중추부사·한성부윤·형조참판 등을 지냈다. 1450년 문종의 특명으로 병조의 습진(習陣) 및 군사검찰(軍士檢察)의 논의에 참여했다. 그리고 이듬해에는 병조참판이 되어 수양대군이 진법을 정할 때 도와 진법을 상정(詳定)하는 것을 성공시켰다.
1452년(문종 2년) 아버지상을 당해 사직했다가 단종이 즉위하자 바로 1452년(단종 즉위년) 관작에 복귀했고, 그 해 동지중추부사가 되었다. 그리고 한성부윤을 거쳐 경상도관찰사로 파견되었다가 1455년(세조 1) 우참찬으로 소환되었다. 이때 경상도관찰사 재직시에 작성한 경상도 웅천현의 지도를 올리면서 비방책(備防策)을 건의하였다.

### 세조 반정과 훈신
1455년 한명회, 신숙주, 권람 등이 수양대군을 추대하자 반정을 지지하였다. 그는 세조 등극을 지지한 공로로 1455년(세조 1) 좌익공신 3등관에 책록되어 남원군(南原君)에 봉해졌다. 1456년 의정부좌참찬이 되었으며, 1457년에는 사은사(謝恩使)가 되어 명나라에 다녀왔다. 그리고 우찬성에 오른 뒤, 판예조사를 겸임하면서 예조를 지휘하였다. 1458년 좌찬성, 1459년 1월과 12월 양차에 걸쳐 충청도도순문진휼사(忠淸道都巡問賑恤使)와 경상도모민체찰사(慶尙道募民體察使)로 파견되었다. 그 뒤 귀환해 보국숭록대부(輔國崇祿大夫)에 승자되면서 남원부원군(南原府院君)으로 봉해졌다. 1462년 아산의 전지를 무단 점거했다고 여러 차례 탄핵되었으나, 용서를 받고 유임되었다.
이후 세조의 명을 받아 ≪법화경≫(法華經)·≪묘법연화경≫(妙法蓮華經)의 언해(諺解)를 주관하였다. 1464년 우의정으로 명나라 헌종의 등극을 축하하는 진하사(進賀使)가 되어 명나라에 다녀왔다. 귀국 후 1465년에는 ≪대방광원각수다라요의경≫(大方廣圓覺修多羅了義經)을 찬진하였다. 1462년 좌찬성으로서 《경국대전》의 제2차 초안 작성에 참여했으며, 우의정이 되어 명나라 헌종의 등극을 축하하는 진하사(進賀使)로 다녀왔다. 세조의 특별 배려로 1466년 영의정 한명회, 좌의정 심회와 함께 문과출신이 아니면서도 예문춘추관의 직책을 겸임하였다. 그리고 1467년 영의정에 올랐다.

### 사후
풍모가 뛰어나고 인품이 중후하면서도 성격이 원만하고 기국이 있어 세조대의 민심 수습과 치적에 큰 공헌이 있었다. 그러나 평생 과거 시험에 합격하지 못한 것을 아쉬워했다고 한다. 전라도 장수의 창계서원에 제향되었으며, 시호는 열성(烈成)이다. 그의 묘는 파주시 탄현면 금승리(金蠅里)에 있으며 경기도기념물 제34호로 지정되었다.

## 가족 관계
- 아버지:황희(黃喜)
- 어머니: 정경부인 청주양씨
  -     - 형 : 황치신(黃致身)
    - 형수 : ?
    - 조카 : 황사친(黃事親)
    - 조카 : 황사장(黃事長)
    - 조카 : 황사현(黃事賢)
    - 조카 : 황사형(黃事兄)
    - 조카 : 황사충(黃事忠)
    - 조카 : 황사효(黃事孝), 동지중추부사
    - 조카 : 황사공(黃事恭)
    - 조카 : 황사의(黃事義)
    - 조카 : 황사경(黃事敬
    - 형 : 황보신(黃保身)
    - 형수 : ?
    - 조카 : 황우형(黃友兄)
    - 조카 : 황종형(黃從兄)
    - 조카 : 황경형(黃敬兄)
    - 조카 : 황공형(黃恭兄)
    - 부인 : 정경부인 일선김씨
      - 장남 : 황신(黃 )
      - 차남 : 황찰(黃察)
      - 삼남 : 황성(黃省)
      - 사남 : 황욱(黃旭)
      - 딸 : 1녀, 3녀

  - 동생 : 황직신(黃直身)
    - 제수 : ?
    - 조카 : 황삼외(黃三畏)
    - 조카 : 황씨(黃氏)

누이 : 행주 기씨 기질의 처(공민왕 때 신돈과 함께 처형된 기현의 손자)
조카 : 기시경

## 관련 작품

### 드라마
- 《한명회》 (KBS2, 1994년~1994년 배우:조재훈)
- 《왕과 비》 (KBS1, 1998년~2000년 배우:나성균)
- 《인수대비》 (JTBC, 2011년~2012년 배우:이종구)

## 관련 문화재
- 백자청화 '성화3년'명 황수신 묘지 - 경기도 유형문화재 제358호

## 저서
- ≪나부집≫(懦夫集)
- ≪법화경 언해≫(法華經諺解)
- ≪묘법연화경언해≫(妙法蓮華經諺解)

## 같이 보기
| - 계유정난 - 세조 찬위 - 황희 - 맹사성 - 황치신 - 신숙주 - 한명회 - 권람 - 구치관 - 홍윤성 - 홍달손 - 봉석주 - 남이 | - 좌익공신 - 적개공신 - 이시애의 난 - 이징옥의 난 - 황윤길 - 정도전 - 유자광 - 황여헌 - 황군서 |

## 참고 문헌
- 세조실록
- 대동야승